# Дерай (упазіла)
Дера́й (бенг. দিরাই, англ. Derai) — одна з 10 упазіл зіли Сунамгандж регіону Сілхет Бангладеш, розташована на півдні зіли.
Населення — 202 791 особа (2008; 185 284 в 1991).

## Адміністративний поділ
До складу упазіли входять 9 вардів:
| Зіла              | Площа, км² | Населення, осіб (2008) |
| ----------------- | ---------- | ---------------------- |
| Бхаті-Пара        | -          | 17629                  |
| Дерай-Сармангал   | -          | 35581                  |
| * Дерай-Паурашава | -          | 22680                  |
| Джагаддал         | -          | 25559                  |
| Карімпур          | -          | 21218                  |
| Куландж           | -          | 23481                  |
| Раджанагар        | -          | 20101                  |
| Рафінагар         | -          | 19965                  |
| Тарал             | -          | 18017                  |
| Чарнар-Чар        | -          | 21240                  |